# Tony Oursler
Tony Oursler (* 1957, New York) je americký multimediální umělec. V roce 1979 úspěšně dokončil vzdělání na California Institute of the Arts. Spolu s Mikem Kelleyem a Johnem Millerem byl členem umělecké skupiny nazvané Poetics. V roce 1997 vytvořil videa ke koncertu u příležitosti padesátých narozenin zpěváka Davida Bowieho. V roce 2013 byl režisérem videoklipu k Bowieho písni „Where Are We Now?“. V letech 1997 až 2001 natočil dvanáctidílnou sérii dokumentárních filmů Synesthesia o dvanácti hudebnících (Alan Vega, Arto Lindsay, Dan Graham, David Byrne, Genesis P-Orridge, Glenn Branca, John Cale, Kim Gordon, Laurie Anderson, Lydia Lunch, Thurston Moore a Tony Conrad). V roce 2009 byl oceněn newyorským kulturním zařízením The Kitchen.